# Saint-Symphorien (Deux-Sèvres)
Pour les articles homonymes, voir Saint-Symphorien.
Saint-Symphorien est une commune du Centre-Ouest de la France située dans le département des Deux-Sèvres, en région Nouvelle-Aquitaine (anciennement région Poitou-Charentes).
Les habitants de ce grand village sont appelés les Symphoriennais et les Symphoriennaises.

## Géographie

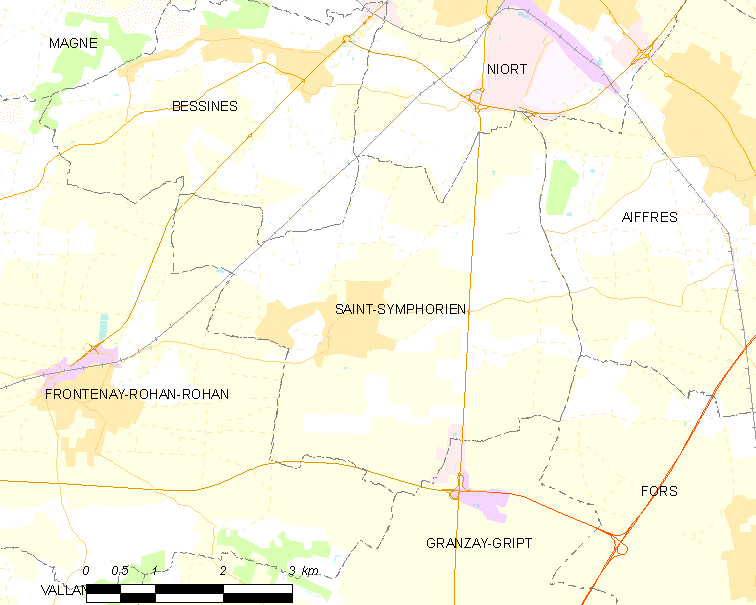
Localisation de Saint-Symphorien

Saint-Symphorien sise aux latitude de 46.264 degrés Nord et longitude de 0.491 degrés Ouest, possède une superficie de 19.01 km ² (soit 1 901 hectares).
Cette commune située dans l'agglomération de Niort est implantée aux portes du Marais Poitevin. Elle est également placée à 3 km de Niort. La Rochelle se trouve à 59 km, et Poitiers à 69 km. Ces deux dernières villes sont les principales villes universitaires à proximité.

### Communes limitrophes
Saint-Symphorien est notamment une commune limitrophe de Niort et de Aiffres (au nord-est), de Granzay-Gript (au sud) et de Frontenay-Rohan-Rohan (ouest).
| Bessines              | Niort         | Aiffres  |
| Frontenay-Rohan-Rohan | Aiffres       | (RN 110) |
| Vallans               | Granzay-Gript | Fors     |

Concernant Saint-Symphorien et partie de ses communes limitrophes, il est à noter la rivière Guirande (du latin "aqua randa") qui borde un coteau bocager sur ses 21 km de cheminement.
La Guirande naît de plusieurs sources situées sur les communes avoisinantes de Prahecq (un bassin naturel jaillissant dénommé « Fosse de Paix ») et de Brûlain. Elle irrigue successivement les communes de Aiffres et Saint-Symphorien, puis de Frontenay-Rohan-Rohan et de Bessines, pour finalement terminer sa course dans la Sèvre niortaise. Au long de son parcours, elle baignent des près humides riches en biodiversité et permettant le développement d'une agriculture biologique. Ses crues les plus importantes sont datées du siècle dernier (en 1936 et 1982).

### Climat
Pour des articles plus généraux, voir Climat de la Nouvelle-Aquitaine et Climat des Deux-Sèvres.
Historiquement, la commune est exposée à un climat océanique du nord-ouest.
En 2020, Météo-France publie une typologie des climats de la France métropolitaine dans laquelle la commune est exposée à un climat océanique et est dans la région climatique  Poitou-Charentes, caractérisée par un bon ensoleillement, particulièrement en été et des vents modérés.
Pour la période 1971-2000, la température annuelle moyenne est de 12,2 °C, avec une amplitude thermique annuelle de 14,4 °C. Le cumul annuel moyen de précipitations est de 813 mm, avec 12,5 jours de précipitations en janvier et 6,7 jours en juillet. Pour la période 1991-2020, la température moyenne annuelle observée sur la station météorologique la plus proche, située sur la commune de Niort à 7 km à vol d'oiseau, est de 12,8 °C et le cumul annuel moyen de précipitations est de 846,6 mm,. Pour l'avenir, les paramètres climatiques de la commune estimés pour 2050 selon différents scénarios d’émission de gaz à effet de serre sont consultables sur un site dédié publié par Météo-France en novembre 2022.

## Urbanisme

### Typologie
Au 1er janvier 2024, Saint-Symphorien est catégorisée bourg rural, selon la nouvelle grille communale de densité à sept niveaux définie par l'Insee en 2022.
Elle est située hors unité urbaine. Par ailleurs la commune fait partie de l'aire d'attraction de Niort, dont elle est une commune de la couronne,. Cette aire, qui regroupe 91 communes, est catégorisée dans les aires de 50 000 à moins de 200 000 habitants,.

### Occupation des sols
L'occupation des sols de la commune, telle qu'elle ressort de la base de données européenne d’occupation biophysique des sols Corine Land Cover (CLC), est marquée par l'importance des territoires agricoles (90,6 % en 2018), en diminution par rapport à 1990 (93,9 %). La répartition détaillée en 2018 est la suivante : 
terres arables (58,9 %), zones agricoles hétérogènes (21,7 %), prairies (10 %), zones urbanisées (8,7 %), zones industrielles ou commerciales et réseaux de communication (0,7 %). L'évolution de l’occupation des sols de la commune et de ses infrastructures peut être observée sur les différentes représentations cartographiques du territoire : la carte de Cassini (XVIIIe siècle), la carte d'état-major (1820-1866) et les cartes ou photos aériennes de l'IGN pour la période actuelle (1950 à aujourd'hui).

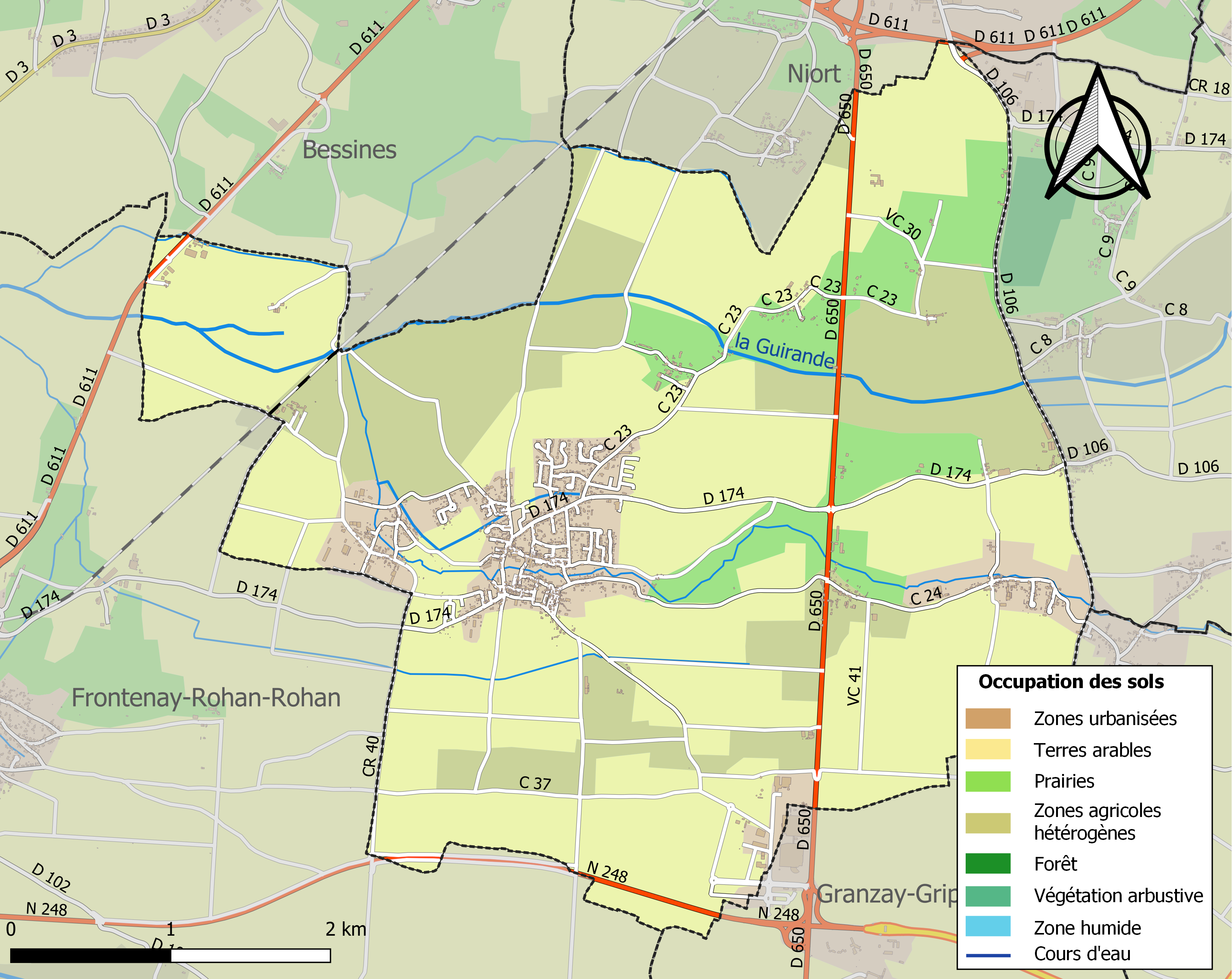
Carte des infrastructures et de l'occupation des sols de la commune en 2018 (CLC).

### Risques majeurs
Le territoire de la commune de Saint-Symphorien est vulnérable à différents aléas naturels : météorologiques (tempête, orage, neige, grand froid, canicule ou sécheresse), inondations, mouvements de terrains et séisme (sismicité modérée). Il est également exposé à deux risques technologiques, le transport de matières dangereuses et  le risque industriel. Un site publié par le BRGM permet d'évaluer simplement et rapidement les risques d'un bien localisé soit par son adresse soit par le numéro de sa parcelle.

#### Risques naturels
Certaines parties du territoire communal sont susceptibles d’être affectées par le risque d’inondation par débordement de cours d'eau, notamment la Guirande et. La commune a été reconnue en état de catastrophe naturelle au titre des dommages causés par les inondations et coulées de boue survenues en 1982, 1983, 1993, 1995, 1999 et 2010,.

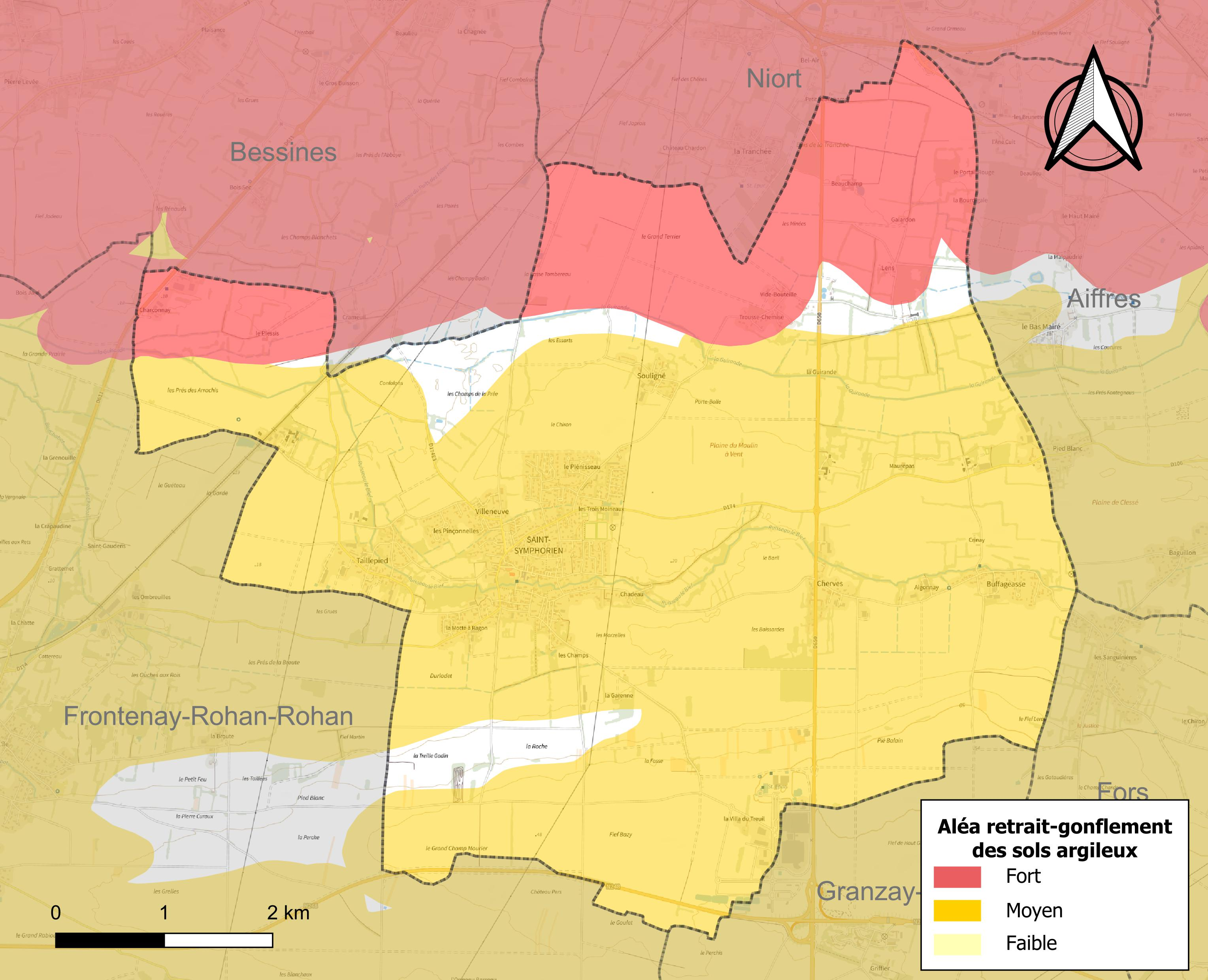
Carte des zones d'aléa retrait-gonflement des sols argileux de Saint-Symphorien.

Les mouvements de terrains susceptibles de se produire sur la commune sont des tassements différentiels. Le retrait-gonflement des sols argileux est susceptible d'engendrer des dommages importants aux bâtiments en cas d’alternance de périodes de sécheresse et de pluie. 93,4 % de la superficie communale est en aléa moyen ou fort (54,9 % au niveau départemental et 48,5 % au niveau national). Depuis le 1er octobre 2020, en application de la loi ELAN, différentes contraintes s'imposent aux vendeurs, maîtres d'ouvrages ou constructeurs de biens situés dans une zone classée en aléa moyen ou fort,.
La commune a été reconnue en état de catastrophe naturelle au titre des dommages causés par la sécheresse en 1995, 1996, 2003, 2005, 2011 et 2017 et par des mouvements de terrain en 1999 et 2010.

#### Risque technologique
La commune est exposée au risque industriel du fait de la présence sur son territoire d'une entreprise soumise à la directive européenne SEVESO, classée seuil haut : De Sangosse SA (activités soumises à autorisation pour le stockage de produits agro-pharmaceutique ),.

## Économie
Saint-Symphorien est située dans une région de polyculture (agriculture céréalière et élevage). On peut cependant y trouver des services et commerces, une école, un gymnase et terrains de sport, une médiathèque, ainsi qu'une centaine d'entreprises diverses.
Du fait de sa proximité avec la ville de Niort, une majorité des individus actifs de Saint-Symphorien y travaillent. Et notamment dans les nombreuses mutuelles d'assurance installées dans ladite « capitale des assurances ».

## Histoire
Le  9 juin 1824, une ordonnance royale ordonne la fusion des villages de Saint-Symphorien et de Crépé. On dénombrait alors plus de 350 communes sur le territoire du département des Deux-Sèvres... Il ne reste plus que 256 communes au 1er janvier 2019.

## Héraldique
| Blason de Saint-Symphorien | Blason  | Un griffon surmonté de trois étoiles à huit rais rangées en fasce et soutenues d'une trangle alésée; au comble chargé de deux trangles ondées. |
| Blason de Saint-Symphorien | Détails | Le statut officiel du blason reste à déterminer.                                                                                               |

## Politique et administration
Depuis 2001, deux maires se sont succédé : 
| Période   | Période  | Identité          | Étiquette | Qualité                                                                                   |
| --------- | -------- | ----------------- | --------- | ----------------------------------------------------------------------------------------- |
| mai 2020  | En cours | Fabrice BARREAULT | SE        | fonctionnaire ; élu au conseil municipal depuis 1995; ex-adjoint au maire sortant Pacault |
| mai 2014  |          | René Pacault      |           | Retraité                                                                                  |
| mars 2008 |          | René Pacault      |           | Retraité                                                                                  |
| mars 2001 |          | René Pacault      |           | Agriculteur ; élu conseiller municipal depuis 1977 et maire depuis 1989                   |

## Démographie
À partir du XXIe siècle, les recensements réels des communes de moins de 10 000 habitants ont lieu tous les cinq ans. Pour Saint-Symphorien, cela correspond à 2008, 2013, 2018, etc. Les autres dates de « recensements » (2006, 2009, etc.) sont des estimations légales.
| 1793 | 1800 | 1806 | 1821 | 1831  | 1836  | 1841  | 1846  | 1851  |
| ---- | ---- | ---- | ---- | ----- | ----- | ----- | ----- | ----- |
| 753  | 918  | 712  | 973  | 1 230 | 1 126 | 1 199 | 1 237 | 1 267 |

| 1856  | 1861  | 1866  | 1872  | 1876  | 1881  | 1886 | 1891 | 1896 |
| ----- | ----- | ----- | ----- | ----- | ----- | ---- | ---- | ---- |
| 1 257 | 1 229 | 1 168 | 1 153 | 1 085 | 1 107 | 989  | 927  | 862  |

| 1901 | 1906 | 1911 | 1921 | 1926 | 1931 | 1936 | 1946 | 1954 |
| ---- | ---- | ---- | ---- | ---- | ---- | ---- | ---- | ---- |
| 868  | 846  | 854  | 734  | 765  | 724  | 767  | 823  | 858  |

| 1962 | 1968 | 1975  | 1982  | 1990  | 1999  | 2006  | 2008  | 2013  |
| ---- | ---- | ----- | ----- | ----- | ----- | ----- | ----- | ----- |
| 887  | 881  | 1 061 | 1 343 | 1 529 | 1 507 | 1 721 | 1 782 | 1 876 |

| 2018  | 2022  | - | - | - | - | - | - | - |
| ----- | ----- | - | - | - | - | - | - | - |
| 1 942 | 1 986 | - | - | - | - | - | - | - |

## Lieux et monuments
Dans le bourg, le Château de Saint-Symphorien est entouré d'une ancienne orangerie et d'un grand parc arboré ouvert qui acceille promeneurs et pique-niqueurs.
Le château possède en façades deux tours rondes caractéristiques qui sont datées des XIVe et XVe siècles.
Très délabré, cet édifice fut reconstruit en partie au XIXe siècle. Deux de ses salles possèdent encore des papiers peints de 1825 restaurés avec soins.
En 1996, la mairie de Saint Symphorien fait l’acquisition du château en périls.
Elle le fait restaurer dans les règles de l'art; puis s'y installe. Elle y crée aussi une bibliothèque - médiathèque.
Le Château de Saint-Symphorien est l'un des 146 monuments historiques classés du département deux-sèvrien.
L'Église Saint-Symphorien de Saint-Symphorien de style roman et le Domaine de Lens sont aussi inscrits à la liste des monuments historiques des Deux-Sèvres ; respectivement en 1927 et en 1992.

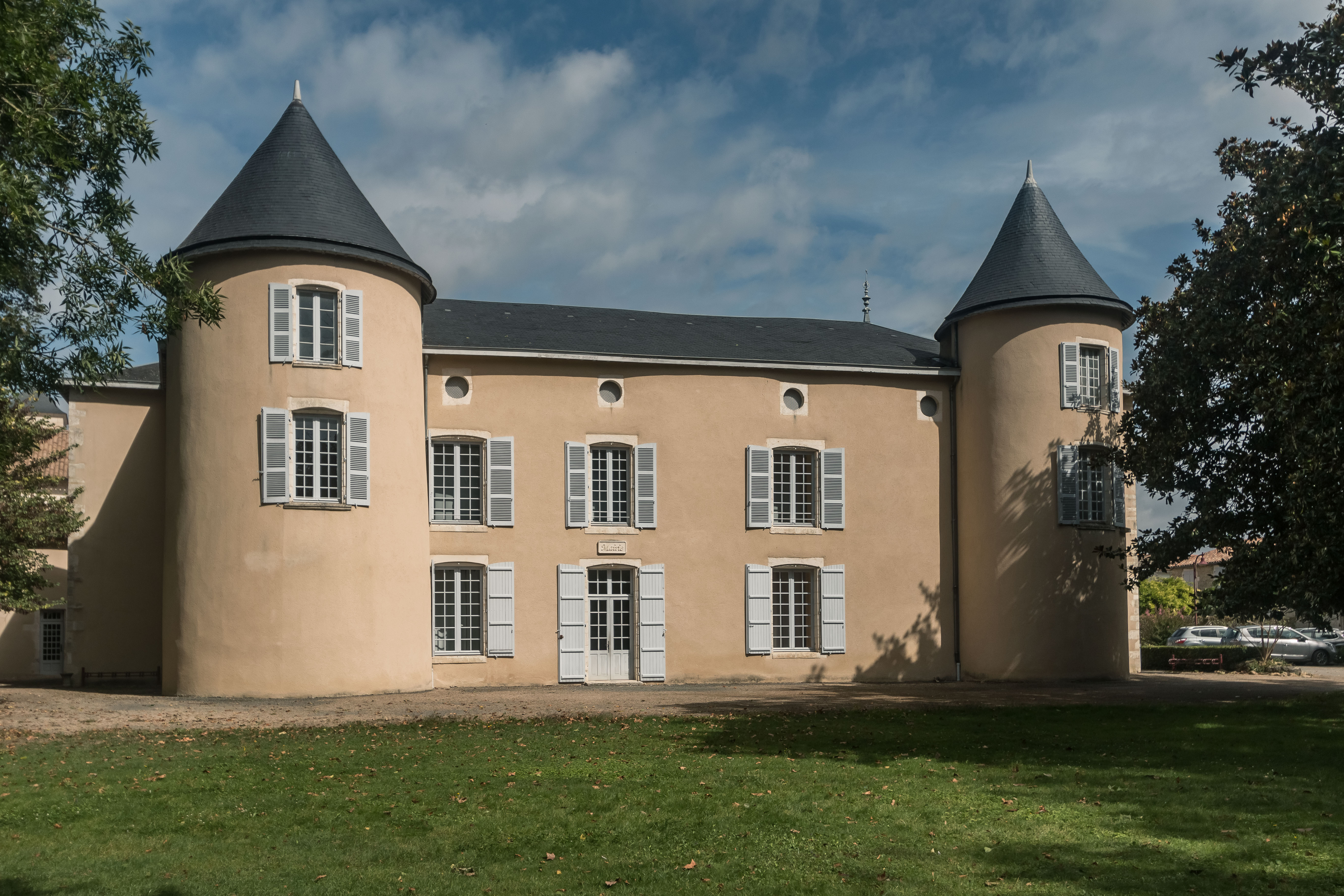
Le Château de Saint-Symphorien
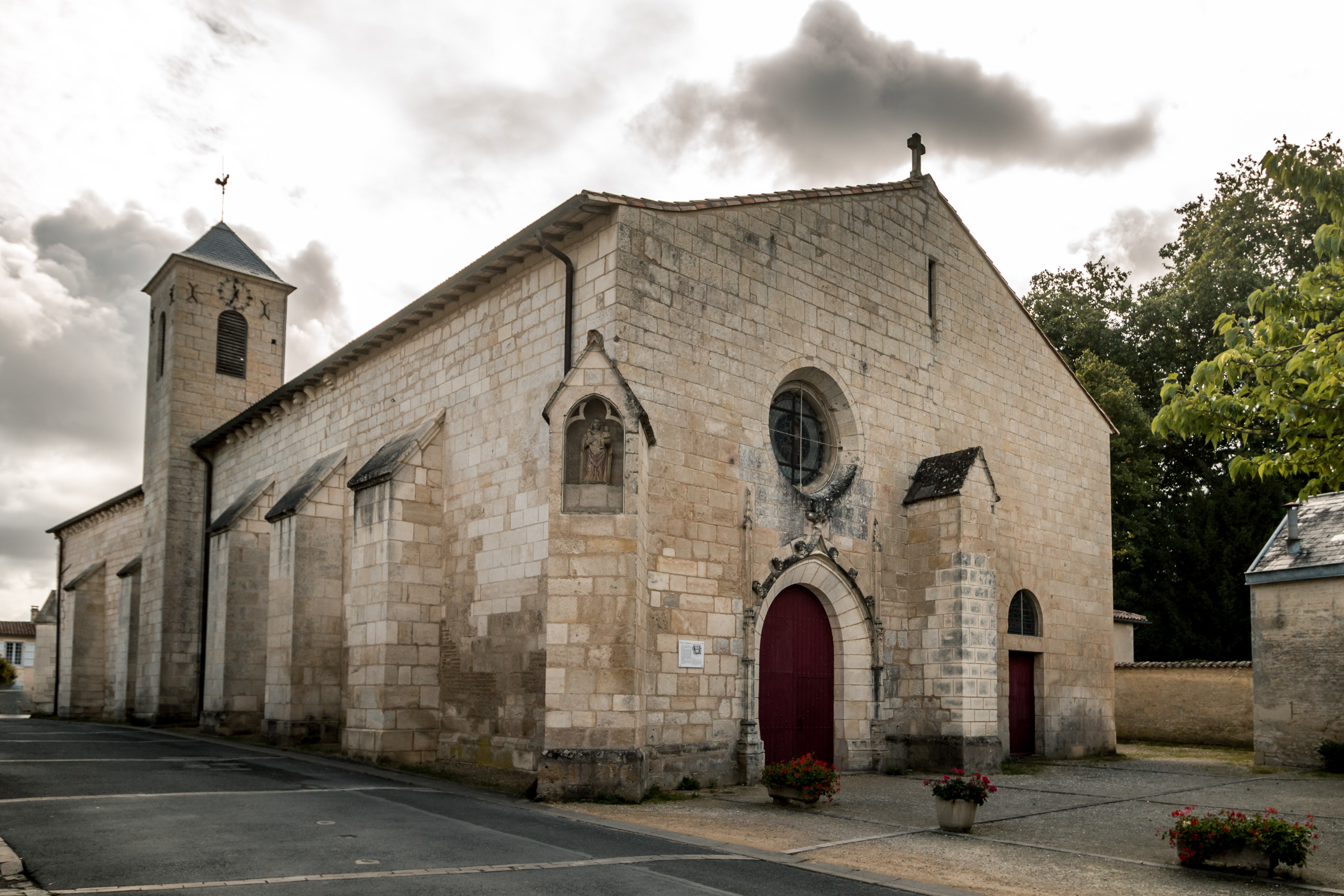
L'Église Saint-Symphorien de Saint-Symphorien
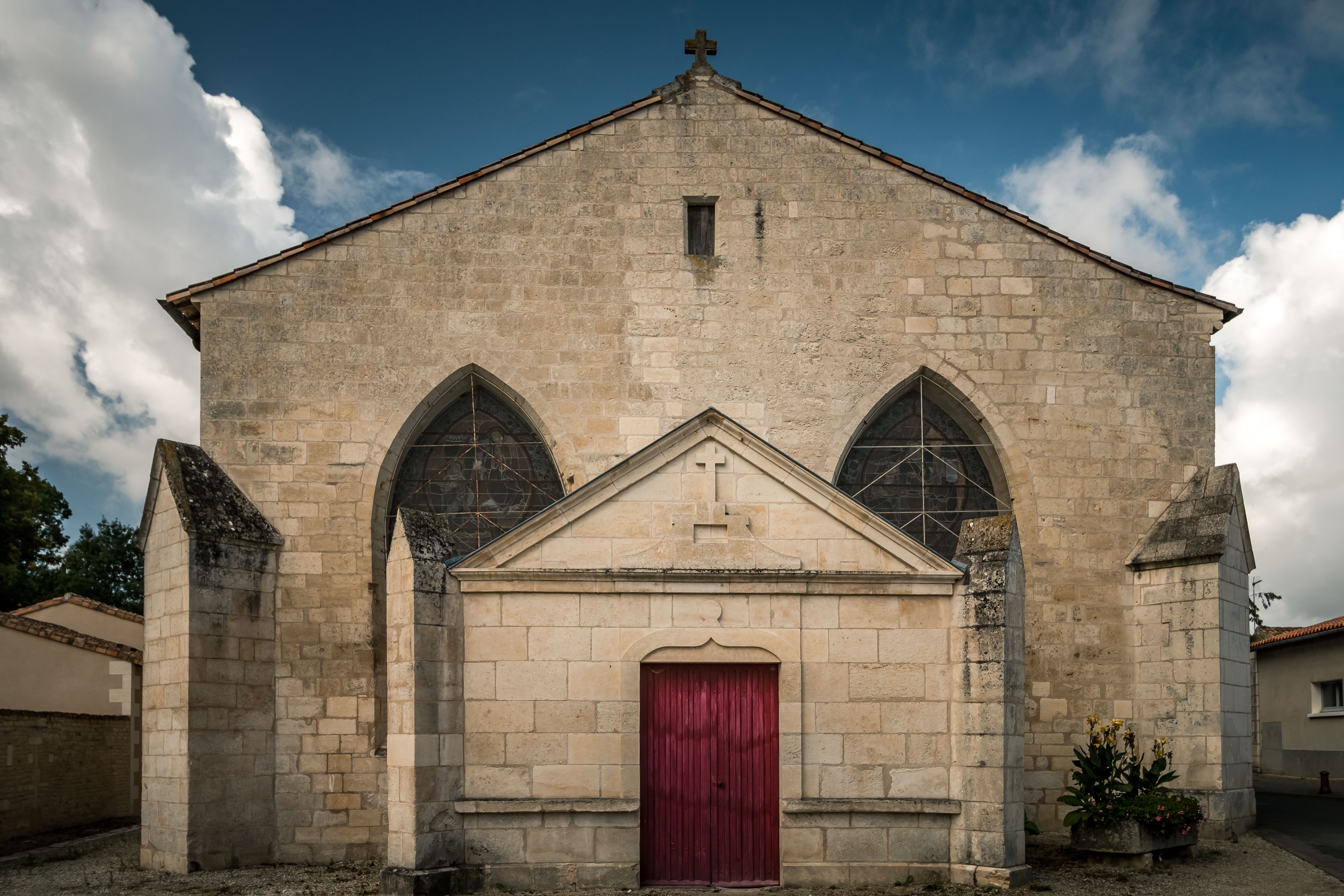
Une des façades de l'église en style roman
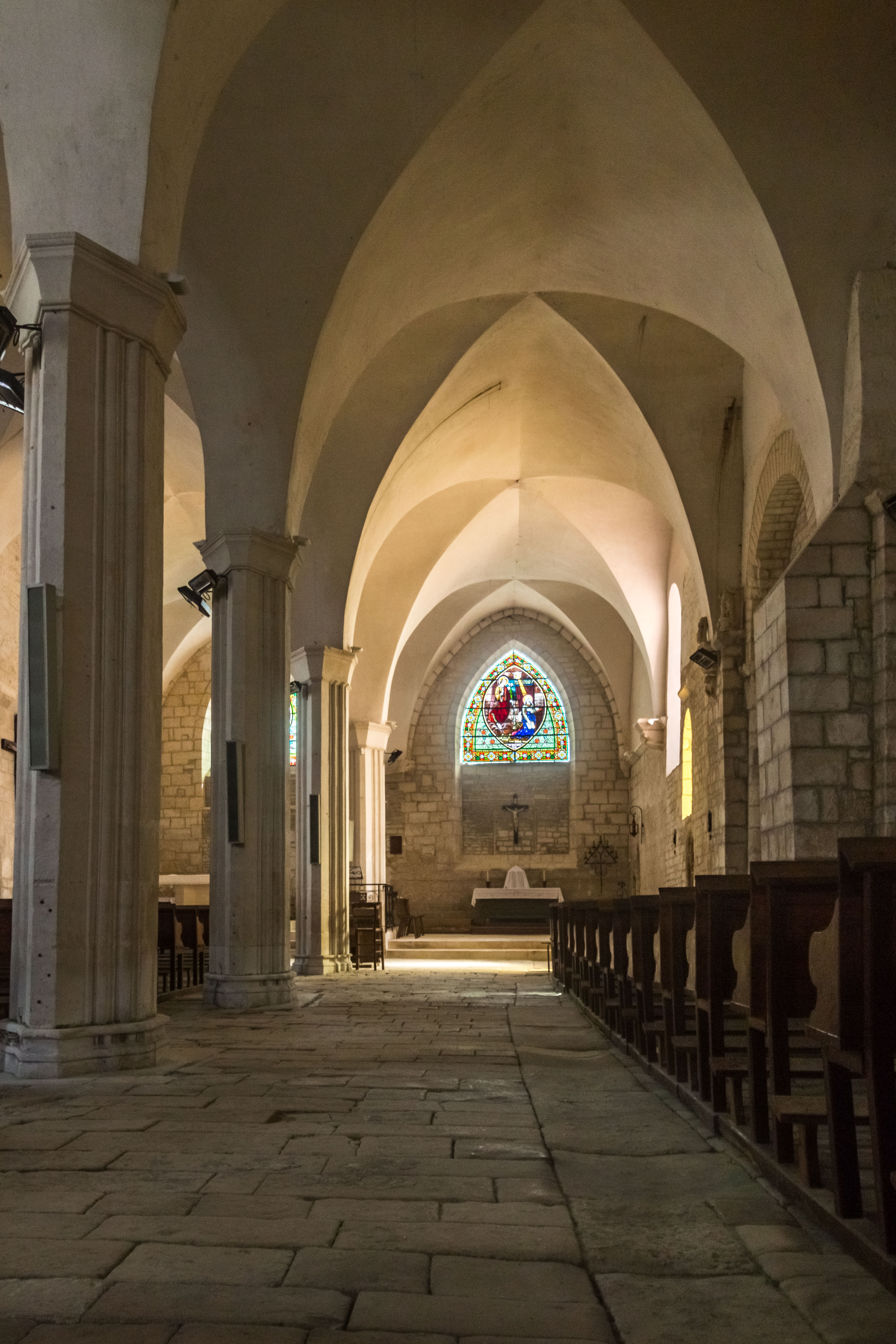
L'intérieur épuré de l'église